# 1991-es síkvízi kajak-kenu világbajnokság
Az 1991-es síkvízi kajak-kenu világbajnokságot a franciaországi Párizsban rendezték 1991-ben. Ez a huszonnegyedik kajak-kenu világbajnokság volt. A magyar csapat az éremtáblázaton a második helyezést érte el összesítésben.

## Éremtáblázat
*   Rendező
  *   Magyarország
| Helyezés | Ország                    | Arany | Ezüst | Bronz | Összesen |
| -------- | ------------------------- | ----- | ----- | ----- | -------- |
| 1.       | Németország               | 8     | 4     | 4     | 16       |
| 2.       | Magyarország              | 4     | 5     | 3     | 12       |
| 3.       | Szovjetunió               | 4     | 2     | 2     | 8        |
| 4.       | Franciaország             | 1     | 2     | 2     | 5        |
| 5.       | Olaszország               | 1     | 1     | 1     | 3        |
| 5.       | Norvégia                  | 1     | 1     | 1     | 3        |
| 7.       | Spanyolország             | 1     | 1     | 0     | 2        |
| 8.       | Amerikai Egyesült Államok | 1     | 0     | 1     | 2        |
| 9.       | Kanada                    | 1     | 0     | 0     | 1        |
| 10.      | Bulgária                  | 0     | 2     | 1     | 3        |
| 11.      | Ausztrália                | 0     | 2     | 0     | 2        |
| 12.      | Svédország                | 0     | 1     | 2     | 3        |
| 13.      | Románia                   | 0     | 1     | 0     | 1        |
| 14.      | Csehszlovákia             | 0     | 0     | 2     | 2        |
| 14.      | Egyesült Királyság        | 0     | 0     | 2     | 2        |
| 16.      | Kína                      | 0     | 0     | 1     | 1        |
| Összesen | Összesen                  | 22    | 22    | 22    | 66       |

## Eredmények

### Férfiak

#### Kenu
*   Olimpiai kvótaszerző versenyszám
| Versenyszám | Arany                                                                                 | Arany    | Ezüst                                                                          | Ezüst    | Bronz                                                                            | Bronz    |
| ----------- | ------------------------------------------------------------------------------------- | -------- | ------------------------------------------------------------------------------ | -------- | -------------------------------------------------------------------------------- | -------- |
| C1 500 m    | Mihajlo Szlivinszkij · Szovjetunió                                                    | 1:52,28  | Nikolaj Buhalov · Bulgária                                                     | 1:53,59  | Olaf Heukrodt · Németország                                                      | 1:54,20  |
| C1 1000 m   | Ivans Klementjevs · Szovjetunió                                                       | 4:02,81  | Nikolaj Buhalov · Bulgária                                                     | 4:02,68  | Matthias Röder · Németország                                                     | 4:04,52  |
| C1 10 000 m | Bohács Zsolt · Magyarország                                                           | 46:57,58 | Ivans Klementjevs · Szovjetunió                                                | 47:01,90 | Andrew Train · Egyesült Királyság                                                | 47:52,72 |
| C2 500 m    | Pálizs Attila · Szabó Attila · Magyarország                                           | 1:42,00  | Viktor Renyejszkij · Nyikolaj Zsuravszkij · Szovjetunió                        | 1:42,06  | Olivier Boivin · Didier Hoyer · Franciaország                                    | 1:42,72  |
| C2 1000 m   | Ulrich Papke · Ingo Spelly · Németország                                              | 3:43,42  | Olivier Boivin · Didier Hoyer · Franciaország                                  | 3:44,43  | Viktor Renyejszkij · Nyikolaj Zsuravszkij · Szovjetunió                          | 4:54,17  |
| C2 10 000 m | Gyulai István · Pétervári Pál · Magyarország                                          | 42:58,20 | Gheorghe Andriev · Romice Haralambie · Románia                                 | 43:07,38 | Andrew Train · Stephen Train · Egyesült Királyság                                | 43:08,64 |
| C4 500 m    | Viktor Renyejszkij · Nyikolaj Zsuravszkij · Jurij Gurin · Valerij Vesko · Szovjetunió | 1:32,42  | Benoît Bernard · Jöel Bettin · Philippe Renaud · Pascal Sylvoz · Franciaország | 1:33,50  | Axel Berndt · Andreas Dittmer · Sven Montag · Thomas Zereske · Németország       | 1:33,88  |
| C4 1000 m   | Viktor Renyejszkij · Nyikolaj Zsuravszkij · Yuriy Gurin · Valerij Vesko · Szovjetunió | 3:19,50  | Olaf Heukrodt · Sven Montag · Ulrich Papke · Ingo Spelley · Németország        | 3:19,74  | Nikolaj Buhalov · Trajcso Draganov · Paiszij Ljubenov · Dejan Szlavov · Bulgária | 3:21,30  |

#### Kajak
*   Olimpiai kvótaszerző versenyszám
| Versenyszám | Arany                                                                         | Arany    | Ezüst                                                                         | Ezüst    | Bronz                                                                            | Bronz    |
| ----------- | ----------------------------------------------------------------------------- | -------- | ----------------------------------------------------------------------------- | -------- | -------------------------------------------------------------------------------- | -------- |
| K1 500 m    | Renn Crichlow · Kanada                                                        | 1:42,14  | Knut Holmann · Norvégia                                                       | 1:42,49  | Gyulay Zsolt · Magyarország                                                      | 1:42,84  |
| K1 1000 m   | Knut Holmann · Norvégia                                                       | 3:35,19  | Csipes Ferenc · Magyarország                                                  | 3:37,62  | Greg Barton · USA                                                                | 3:38,00  |
| K1 10 000 m | Greg Barton · USA                                                             | 41:54,73 | Beniamino Bonomi · Olaszország                                                | 42:03,66 | Morten Ivarsen · Norvégia                                                        | 42:22,32 |
| K2 500 m    | Juan José Román · Juan Manuel Sánchez · Spanyolország                         | 1:31,70  | Kay Bluhm · Torsten Gutsche · Németország                                     | 1:32,04  | Csipes Ferenc · Gyulay Zsolt · Magyarország                                      | 1:32,25  |
| K2 1000 m   | Kay Bluhm · Torsten Gutsche · Németország                                     | 3:15,46  | Juan José Román · Juan Manuel Sánchez · Spanyolország                         | 3:18,82  | Angyal Ákos · Petrovics Béla · Magyarország                                      | 3:19,96  |
| K2 10 000 m | Philippe Boccara · Pascal Boucherit · Franciaország                           | 38:58,69 | Kay Bluhm · Torsten Gutsche · Németország                                     | 3:15,46  | Róbert Erban · Juraj Kadnár · Csehszlovákia                                      | 39:09,18 |
| K4 500 m    | Detlef Hofmann · Oliver Kegel · Thomas Reineck · André Wohllebe · Németország | 1:23,25  | Ábrahám Attila · Ádám Attila · Adrovicz Attila · Fidel László · Magyarország  | 1:23,54  | Szergej Galkov · Oleg Gorobij · Szergej Kirszanov · Andrej Plitkin · Szovjetunió | 1:23,69  |
| K4 1000 m   | Ábrahám Attila · Fidel László · Csipes Ferenc · Gyulay Zsolt · Magyarország   | 2:58,15  | Detlef Hofmann · Oliver Kegel · Thomas Reineck · André Wohllebe · Németország | 2:59,11  | Karol Becker · Richard Botlo · Karel Hrudik · Michael Matus · Csehszlovákia      | 3:01,14  |
| K4 10 000 m | Detlef Hofmann · Oliver Kegel · Thomas Reineck · André Wohllebe · Németország | 35:37,98 | Ramon Andersson · Clint Robinson · Ian Rowling · Steven Wood · Ausztrália     | 35:39,24 | Jonas Fager · Pablo Grate · Hans Olsson · Peter Orban · Svédország               | 35:46,40 |

### Nők

#### Kajak
*   Olimpiai kvótaszerző versenyszám
| Versenyszám | Arany                                                                          | Arany    | Ezüst                                                                    | Ezüst    | Bronz                                                        | Bronz    |
| ----------- | ------------------------------------------------------------------------------ | -------- | ------------------------------------------------------------------------ | -------- | ------------------------------------------------------------ | -------- |
| K1 500 m    | Katrin Borchert · Németország                                                  | 1:53,59  | Kőbán Rita · Magyarország                                                | 1:53,79  | Josefa Idem · Olaszország                                    | 1:54,22  |
| K1 5000 m   | Josefa Idem · Olaszország                                                      | 22:30,70 | Anna Wood · Ausztrália                                                   | 22:31,44 | Katrin Borchert · Németország                                | 22:32,51 |
| K2 500 m    | Ramona Portwich · Anke von Seck · Németország                                  | 1:43,21  | Dónusz Éva · Mészáros Erika · Magyarország                               | 1:44,36  | Agneta Andersson · Anna Olsson · Svédország                  | 1:44,83  |
| K2 5000 m   | Ramona Portwich · Anke von Seck · Németország                                  | 20:43,82 | Maria Haglund · Susanne Rosenquist · Svédország                          | 20:44,86 | Bernadette Bregeon · Sabine Gotschy · Franciaország          | 21:03,52 |
| K4 500 m    | Katrin Borchert · Monika Bunke · Ramona Portwich · Anke von Seck · Németország | 1:36,58  | Dónusz Éva · Gyulay Katalin · Kőbán Rita · Mészáros Erika · Magyarország | 1:38,37  | Liu Qinglan · Ning Menghua · Vang Csing · Wen Yanfang · Kína | 1:39,03  |

## A magyar csapat
Az 1991-es magyar vb keret tagjai:
| férfiak kajak | férfiak kajak                                           | férfiak kajak |
| ------------- | ------------------------------------------------------- | ------------- |
| K1 500 m      | Gyulay Zsolt                                            | Bronzérem     |
| K2 500 m      | Csipes Ferenc Gyulay Zsolt                              | Bronzérem     |
| K4 500 m      | Ábrahám Attila Ádám Attila Adrovicz Attila Fidel László | Ezüstérem     |
| K1 1000 m     | Csipes Ferenc                                           | Ezüstérem     |
| K2 1000 m     | Angyal Ákos Petrovics Béla                              | Bronzérem     |
| K4 1000 m     | Ábrahám Attila Fidel László Csipes Ferenc Gyulay Zsolt  | Aranyérem     |
| K1 10 000 m   | Petrovics Béla                                          | 11.           |
| K2 10 000 m   | Csipes Ferenc Madarász Gábor                            | 7.            |
| K4 10 000 m   | Ádám Attila Angyal Ákos Horváth Zsolt Vincze László     | 13.           |

| férfi kenu  | férfi kenu                                                   | férfi kenu |
| ----------- | ------------------------------------------------------------ | ---------- |
| C1 500 m    | Pulai Imre                                                   | 4.         |
| C2 500 m    | Pálizs Attila Szabó Attila                                   | Aranyérem  |
| C4 500 m    | Bohács Zsolt Kolonics György Pulai Imre Zala György          | 5.         |
| C1 1000 m   | Zala György                                                  | 7.         |
| C2 1000 m   | Pálizs Attila Szabó Attila                                   | 4.         |
| C4 1000 m   | Bohács Zsolt Boldizsár Gáspár Kolonics György Leikep Gusztáv | 6.         |
| C1 10 000 m | Bohács Zsolt                                                 | Aranyérem  |
| C2 10 000 m | Pétervári Pál Gyulai István                                  | Aranyérem  |

| nők kajak | nők kajak                                           | nők kajak |
| --------- | --------------------------------------------------- | --------- |
| K1 500 m  | Kőbán Rita                                          | Ezüstérem |
| K2 500 m  | Dónusz Éva Mészáros Erika                           | Ezüstérem |
| K4 500 m  | Dónusz Éva Gyulay Katalin Kőbán Rita Mészáros Erika | Ezüstérem |
| K1 5000 m | Kőbán Rita                                          | 5.        |
| K2 5000 m | Dónusz Éva Mészáros Erika                           | feladta   |